# Топорище (село)
Топори́ще (укр. Топорище) — село на Украине, основано в 1564 году, находится в Хорошевском районе Житомирской области.
Население по переписи 2001 года составляет 693 человека. Почтовый индекс — 12134. Телефонный код — 4145. Занимает площадь 21,97 км².

## Адрес местного совета
12134, Житомирская область, Хорошевский р-н, с. Топорище, ул. Ленина, 86а, тел.: 7-22-42